# Patrick Terer
Patrick Kipyegon Terer (6 luglio 1989) è un maratoneta e siepista keniota.

## Biografia
Nel 2008 ha vinto un bronzo ai Mondiali juniores nei 3000 siepi, specialità nella quale l'anno precedente aveva invece vinto una medaglia di bronzo ai campionati africani juniores. Negli anni seguenti si è dedicato soprattutto alle corse su strada, vincendo anche la Maratona di Praga nel 2014 e la Maratona di Torino nel 2012 e nel 2013.

## Palmarès
| Anno | Manifestazione    | Sede        | Evento       | Risultato | Prestazione | Note                          |
| ---- | ----------------- | ----------- | ------------ | --------- | ----------- | ----------------------------- |
| 2007 | Africani juniores | Ouagadougou | 3000 m siepi | Bronzo    | 8'34"59     |                               |
| 2008 | Mondiali juniores | Bydgoszcz   | 3000 m siepi | Bronzo    | 8'25"14     | Miglior prestazione personale |

## Campionati nazionali
2008
- Oro ai campionati kenioti juniores, 3000 m siepi - 8'29"1 m

## Altre competizioni internazionali
2009
- 9º all'Herculis ( Monaco), 3000 m siepi - 8'20"00
- 6º al Bauhaus-Galan ( Stoccolma), 3000 m siepi - 8'26"00

2010
- 9º al Memorial Van Damme ( Bruxelles), 3000 m siepi - 8'28"20

2012
- Oro alla Maratona di Torino ( Torino) - 2h10'34"

2013
- Oro alla Maratona di Torino ( Torino) - 2h08'52"
- Bronzo alla Maratona di Praga ( Praga) - 2h10'10"
- Bronzo alla Gonnesa Corre ( Gonnesa), 5 miglia - 23'53"

2014
- Oro alla Maratona di Praga ( Praga) - 2h08'07"
- 4º alla Toronto Waterfront Marathon ( Toronto) - 2h08'58"

2015
- 9º alla Maratona di Lanzhou ( Lanzhou) - 2h14'39"

2016
- 9º alla Maratona di Praga ( Praga) - 2h17'20"

2017
- Bronzo alla Maratona di Tel Aviv ( Tel Aviv) - 2h13'51"
- 5º alla Maratona di Annecy ( Annecy) - 2h14'19"